# 瓦尔代国际辩论俱乐部
瓦尔代国际辩论俱乐部是一个总部位于俄羅斯莫斯科的智庫。它成立于2004年，名字來自瓦爾代湖，该湖也是瓦尔代国际辩论俱乐部的第一次会议举办地。同年俄罗斯总统弗拉基米尔·普京参加瓦尔代国际辩论俱乐部舉辦的第一場會議。2014年，俱乐部的管理權移交給瓦尔代俱乐部基金会，该基金会于2011年由外交和国防政策委员会、俄罗斯国际事务委员会、莫斯科國立國際關係學院和高等经济大学共同设立。